# Vissen (sterrenbeeld)

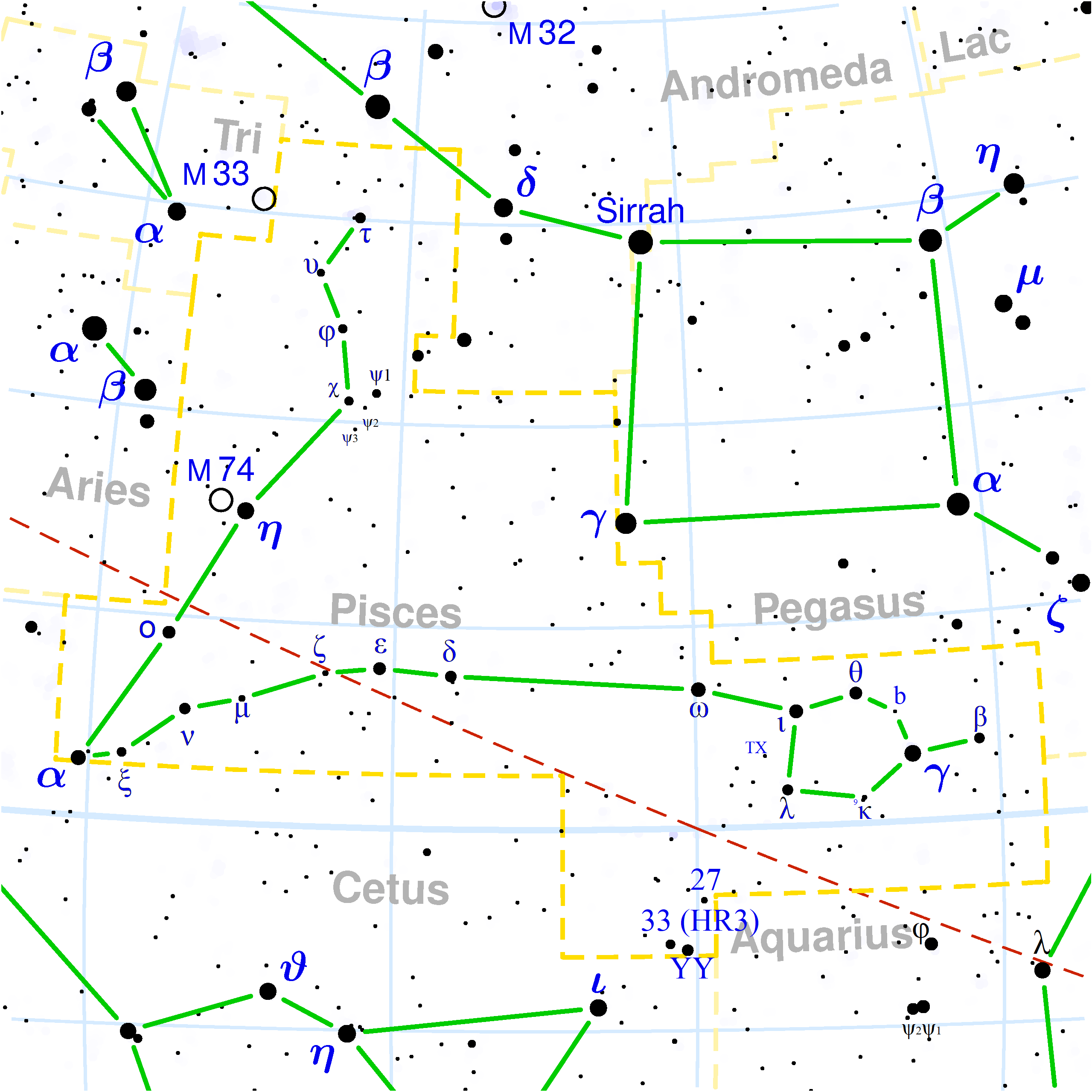
Kaart van het sterrenbeeld Vissen

Vissen (Pisces, afkorting Psc) is een sterrenbeeld liggende aan de hemelevenaar tussen rechte klimming 22u49m en 2u04m en tussen declinatie −7° en 33° noord. De ecliptica loopt door dit sterrenbeeld, het is het laatste teken van de dierenriem; de zon staat hier elk jaar van 12 maart tot 18 april.  Ook bevindt het lentepunt zich in Vissen, het nulpunt van het hemelcoördinaatstelsel.

## Sterrenlijst
(in volgorde van afnemende helderheid)
- de helderste ster, Eta Piscium, heeft geen naam en heeft magnitude 3,62
- Torcularis Septentrionalis (omicron Piscium)
- Alrisha (alpha Piscium)
- Fum al Samakah (beta Piscium)
- Ster van Van Maanen

## Bezienswaardigheden
- Messier 74 is een melkwegstelsel waarvan de spiralen een lossere structuur vormen dan die van de Andromedanevel.
- NGC 520 is een interagerend sterrenstelsel op een afstand van 87 miljoen lichtjaar.
- h 647 is een dubbelster met contrasterende kleuren, op 2h 02m 40s / +7° 45', en is beschreven in T.W. Webb's Celestial Objects for Common Telescopes, Volume 1: The Stars als zijnde Blood Red - Green, very intense and remarkable. Vergelijk deze kleurbeschrijving met de dubbelster 95 Herculis (Apple Green - Cherry Red).
- Σ 46 (55 Piscium) is een dubbelster met contrasterende kleuren, op 0h 40m / +21° 25'. Het kleurcontrast van deze dubbelster is beschreven als Yellow-Blue.
- Z Piscium (CGCS 198 / CCCS 63) is een koolstofster op 1h 16m / +25° 45'.
- Nog twee koolstofsterren zijn CCCS 3204 (23h 49m / +6° 22') en CCCS 3216 (0h 02m / -2° 49').
- Volgens T.W. Webb is er een merkwaardig driehoekje te vinden op 23h 57m / +3° (Celestial Objects for Common Telescopes, Volume 1: The Stars, bladzijde 212).
- Saloranta's HD 222454 Group is een telescopisch asterisme op 23h 41m / +8°.
- TX Piscium (19 Piscium) op 23h 46m 30s / +3° 30' is een van de weinige koolstofsterren die waargenomen kunnen worden met het blote oog. De typische rode kleur van dit soort sterren is afwezig, we moeten het stellen met een eerder geeloranje kleur.

## Wanneer het best te zien?
Vissen kan op het noordelijk en zuidelijk halfrond worden waargenomen van september tot januari. De beste tijd om deze sterrengroep te zien is begin november omstreeks negen uur 's avonds. Vissen is wel moeilijk te identificeren omdat er geen echt heldere sterren in te vinden zijn.

## Aangrenzende sterrenbeelden
(met de wijzers van de klok mee)
- Andromeda
- Pegasus
- Waterman (Aquarius)
- Walvis (Cetus)
- Ram (Aries)
- Driehoek (Triangulum)